# Томас Чіттенден
Томас Чіттенден (англ. Thomas Chittenden; 6 січня 1730 — 25 серпня 1797) — перший губернатор Вермонту, помітна фігура в історії штату.
Томас Читтенден народився в Коннектикуті у поселенні Іст-Гілфорд (зараз територія міста Нью-Гейвен). На території Вермонту він оселився у 1774 році, де заснував місто Віллістон.
У 1777 році у Віндзорі відбувся конвент, на якому була прийнята Конституція Вермонту, що стала першою незалежною республікою у Північній Америці. Томас Чіттенден був главою Вермонту аж до того, як останній став 14-м штатом США (з невеликою перервою у 1789⁣ — ⁣1790 рр). У 1791 році Чіттенден став губернатором штату Вермонт, цю посаду він займав аж до декількох тижнів до смерті у 1797 році. Похований Томас Чіттенден у Віллістоні.
У Чіттендена було 10 дітей, його правнук Люсіус-Юджин Чіттенден працював у Скарбниці при А.Лінкольні. На честь Томаса Чіттендена названі місто і округ у Вермонті.